# 高陽科技
高陽科技(中國)有限公司，簡稱高陽科技(中國)，以及高陽科技（英語：Hi Sun Technology (China) Limited），在2001年5月31日於百慕達註冊。也就是在2001年10月17日，由高陽控股有限公司換取上市。主要業務從事銷售電能計量產品及解決方案、提供電訊解決方案及運營增值服務、提供金融解決方案、服務及相關產品及提供支付解決方案及服務。
該總部位於香港灣仔港灣道30號新鴻基中心25樓2515室。主席及總裁為張玉峰。主要地區包括北京、上海、廣州等地區。該公司前身為「高陽集團有限公司」。

## 連結
- Hisun.com.hk （页面存档备份，存于）